# Christoffel van Brunswijk-Harburg
Christoffel van Brunswijk-Harburg (Harburg, 21 augustus 1570 - aldaar, 7 juli 1606) was van 1603 tot aan zijn dood hertog van Brunswijk-Harburg. Hij behoorde tot het huis Welfen.

## Levensloop
Christoffel was de tweede zoon van hertog Otto II van Brunswijk-Harburg en diens tweede echtgenote Hedwig, dochter van graaf Enno II van Oost-Friesland.
Na het overlijden van zijn vader in 1603 werd Christoffel samen met zijn broers Willem August en Otto III hertog van Brunswijk-Harburg.
Op 28 oktober 1604 huwde Christoffel in Harburg met Elisabeth (1567-1618), dochter van hertog Julius van Brunswijk-Wolfenbüttel en weduwe van graaf Adolf XI van Schaumburg. Het huwelijk bleef kinderloos. In 1606 stierf Christoffel als gevolg van een val in het kasteel van Harburg. 